# Il cardinale del Cremlino
Il cardinale del Cremlino è il terzo romanzo della serie di spionaggio-tecnopolitica di Tom Clancy, in cui si narra la vita di Jack Ryan.

## Trama
Ormai arruolato definitivamente nelle file della CIA, questa volta Jack Ryan deve cercare di fare scappare dall'Unione Sovietica il "Cardinale", un vecchio colonnello sovietico, in passato tre volte Eroe dell'Unione Sovietica (massima onorificenza militare Sovietica) durante la seconda guerra mondiale, nonché più importante fonte americana all'interno del Cremlino. Il Cardinale, infatti, è in grado di documentare i progressi tecnologici che i sovietici stanno portando avanti nell'utilizzo del laser satellitare come sistema di difesa contro le armi di distruzione di massa. Il laboratorio, indicato come "Stella lucente", si trova nei pressi di Dušanbe, nel Tagikistan (all'epoca Repubblica Sovietica).
Contemporaneamente, un analogo progetto di ricerca, Tea Clipper, è in fase di sviluppo presso i laboratori americani; due operazioni di spionaggio vengono lanciate contemporaneamente dai russi e dagli americani, la prima attraverso il rapimento di un esperto del progetto Tea Clipper, il maggiore Alan Gregory, sul suolo americano da parte di agenti del KGB,  e la seconda tramite dei guerriglieri afghani il cui capo, l'Arciere, era un professore di fisica entrato nella guerriglia dopo il massacro della sua famiglia da parte dei russi in Afghanistan. Solo le informazioni delicatissime che il Cardinale reca con sé potranno evitare lo scoppio di una guerra americano-sovietica.

## Edizioni
- Tom Clancy, Il Cardinale del Cremlino, collana BUR, Rizzoli, 1988,  p. 543, ISBN 88-17-11410-3.